# Premier Division Chess League
Premier Division Chess League – najwyższy poziom drużynowych rozgrywek szachowych w Bangladeszu. Liga jest organizowana przez Bangladesh Chess Federation.

## Historia
Liga funkcjonuje od 1977 roku, początkowo jako 1st Division. Pierwszym mistrzem był Mohammedan SC. W 2011 roku zmieniono nazwę na Premier Division.

## Zwycięzcy
Źródło: Bangladesh Chess Federation

- 1977: Mohammedan SC
- 1980: Bangladesh Biman
- 1981: Mohammedan SC
- 1982: Brothers Union
- 1983: Bangladesh Biman
- 1984: Bangladesh Ansar
- 1985: Bengal Group
- 1986: Brothers Union
- 1987: Brothers Union
- 1988: Brothers Union
- 1989: Brothers Union
- 1990: Bangladesh Biman
- 1991: Bangladesh Biman
- 1992: Bangladesh Biman
- 1993: Brothers Union
- 1994: Brothers Union
- 1995: Mohammedan SC
- 1996: Mohammedan SC
- 1997:	Leonine Chess Club
- 1998: Bangladesh Biman
- 1999: Bangladesh Biman
- 2000: Titas Club
- 2001: Bangladesh Biman
- 2002: Bangladesh Biman
- 2003: Bangladesh Biman
- 2004:	Leonine Chess Club
- 2005:	Leonine Chess Club
- 2006: Bangladesh Biman
- 2007: Bangladesh Biman
- 2008: Destiny 2000 Limited
- 2009: Bangladesh Biman
- 2010: Bangladesh Biman
- 2011: Dhaka Mohammedan
- 2012: Dhaka Mohammedan
- 2013: Dhaka Mohammedan
- 2014: Bangladesh Navy
- 2015: Sheikh Russel Memorial Sporting Club
- 2016: Saif Sporting Club
- 2017: Bengal Chess Club
- 2018: Saif Sporting Club
- 2019: Bangladesh Police
- 2020: Bangladesh Police
- 2021: Bangladesh Police
- 2022: Saif Sporting Club
- 2023/2024: Bangladesh Police
- 2025: Titas Club[2]